# Türkiye Değişim Partisi
Die Türkiye Değişim Partisi (TDP), deutsch etwa Partei des türkischen Wandels, ist eine politische Partei, die am 17. Dezember 2020 unter der Führung von Mustafa Sarıgül gegründet wurde und in der Türkei tätig ist. Ihr Symbol besteht aus zwei Herzen, die Thrakien und Anatolien symbolisieren, und einem Stern, der zwei Kontinente verbindet. Ihr Vorsitzender ist Mustafa Sarıgül.

## Teilnahme an Wahlen
Die TDP nahm an der Bürgermeisterwahl in der Stadt Dodurga im Landkreis Orta in der Provinz Çankırı im Jahr 2022 teil und zog mit 1411 Stimmen als siebte Partei in den Stadtrat ein. Am 6. März 2023 gab Parteichef Mustafa Sarıgül bekannt, dass er den CHP-Vorsitzenden Kemal Kılıçdaroğlu bei der Präsidentschaftswahl unterstütze. Sarıgül erklärte, dieser sei der am besten geeignete Kandidat für die Übergangszeit.